# Бошко Гвозден
Бошко Гвозден (Ламинци код Градишке, 7. јануар 1950) је генерал-мајор Војске Републике Српске у пензији и бивши помоћник Министра одбране Републике Српске. Током Одбрамбено-отаџбинског рата био је командант 1. градишке лаке пјешадијске бригаде.

## Биографија
Рођен је 1950. године у селу Ламинци, општина Градишка, од оца Милана, земљорадника по занимању и мајке Петре, домаћице. Ожењен је и има три кћерке. По националности је Србин. Породична крсна слава је Свети великомученик Георгије - Ђурђевдан (6. мај).
Основну школу "Браћа Рибар" у завршио је у Босанској Градишци 1965. као и Гимназију "Енвер Шиљак" 1969. Послије гимназије уписао је Војну академију Копнене војске - смјер веза у Београду коју је врлодобрим успјехом завршио 1973. Истим успјехом завршио је Командно-штабну школу тактике Копнене војске у Београду 1991. а Школу националне одбране у Београду 1997. године са одличним успјехом. Тема дипломског рада у Командно-штабној школи тактике је била "Моторизована бригада у одбрани" (Осјечко-сарајевски оперативни правац), а у Школи националне одбране "Одбрана Републике Српске". Произведен је у чин потпоручника 1973. године, а унапријеђен у чин поручника 1974, капетана 1977, капетана прве класе 1981, мајора 1986, потпуковника 1991, пуковника 1994. године (ванредно) и генерал-мајора 10. маја 2001. године (ванредно).
У ЈНА је службовао у гарнизонима: Бања Лука, Сарајево и Самобор гдје је обављао дужности командира вода у Бањој Луци; командира чете у Бањој Луци; начелника везе у 329. оклопној бригади у Бањој Луци; команданта батаљона везе у 4. корпусу 2. војне области Сарајево; начелника штаба, уједно замјеника команданта. Почетак оружаних сукоба у СФРЈ затекао га је у гарнизону Самобор. На посљедљој дужности у ЈНА био је начелник штаба, а уједно замјеник команданта пука везе у 5. војној области у Самобору, у чину потпуковника.
У Војсци Републике Српске је од 15. маја 1992. до 14. децембра 1995. године. За вријеме Одбрамбено-отаџбинског рата био је командант пука везе Главног штаба Војске Републике Српске; команданта 1. градишке бригаде у 1. крајишком корпусу Војске Републике Српске и истовремено дужност команданта привремених састава (тактичке групе и оперативне групе); начелника везе у органу за радове Сектора за оперативно-штабне послове Генералштаба Војске Републике Српске; начелника Управе за односе са иностраним војним представницима и међународним организацијама (начелник Управе за међународну војну сарадњу), уједно помоћник министра, у Министарству одбране Републике Српске и дужност војног савјетника српског члана Предсједништва БиХ.
Руководио је формирањем пука везе Главног штаба Војске Републике Српске и система веза у новим условима и на новој територији. Систем је омогућио непрекидност командовања у најсложенијим условима ратовања, са прекидом једино за вријеме NATO бомбардовања.
Пензионисан је 7. марта 2002. године. Послије пензионисања наставио је са радом у Војсци Републике Српске по уговору до краја 2004. године, а у даљем уговор није продужен због његовог противљења укидању Војске Републике Српске, након чега му је тадашњи предсједник Републике Српске потписао указ о престанку службе у Војсци Републике Српске. Сада ради као сарадник у нотарској канцеларији. Са породицом живи у Бањој Луци. Био је свједок одбране генерала Ратка Младића пред Међународним кривичним судом за бившу Југославију у Хагу.

## Одликовања и признања
Одликован у ЈНА:
- Орден за војне заслуге са сребрним мачевима,
- Орден рада са сребрним венцем

Одликован у ВРС:
- Карађорђева звијезда трећег реда.

Током службе оцјељиван је десет пута, пет пута оцјеном истиче се и пет пута оцјеном нарочито се истиче.